# Christian-Hendrik Heeger

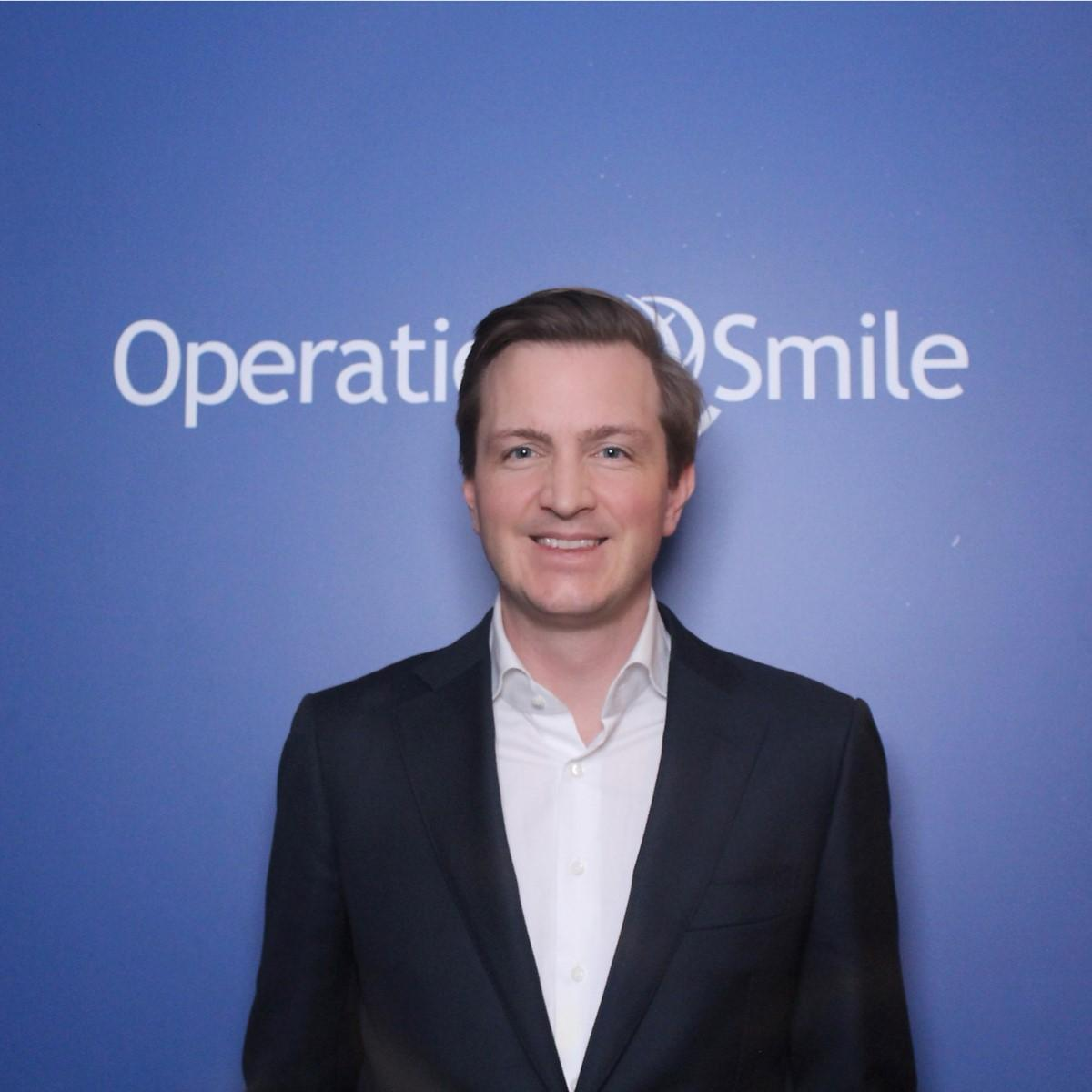
Christian-Hendrik Heeger 2024

Christian-Hendrik Heeger (* 1. Mai 1982 in Nordhorn) ist ein deutscher Kardiologe. Er ist Professor an der Universität zu Lübeck und leitet seit Januar 2024 das Department für Rhythmologie an der Asklepios Klinik Altona in Hamburg.

## Leben
Heeger war während seiner Schulzeit am Gymnasium Nordhorn als Schwimmer beim Wassersportverein Nordhorn (Waspo) aktiv, wo er unter anderem 2001 in seiner Altersklasse niedersächsischer Landesmeister sowie Norddeutscher Vizemeister über 100 m und 200 m Rücken sowie kurz nach seinem Abitur 2002 deutscher Altersklassen-Meister über 100 m Rücken und im Jahr 2003 und mit der Männermannschaft Landesmeister wurde. Nach dem Medizinstudium an der Universität zu Lübeck begann er seine wissenschaftliche und klinische Karriere an der Asklepios Klinik St. Georg in Hamburg unter der Leitung von Karl-Heinz Kuck. Seit 2018 ist er Oberarzt und seit 2020 stellvertretender Klinikdirektor in der Klinik für Rhythmologie am Universitätsklinikum Schleswig-Holstein am Campus Lübeck. Heeger lebt in Hamburg, ist verheiratet und hat drei Kinder. Seit 2023 ist Heeger Professor an der Universität zu Lübeck. Seit dem 1. Januar 2024 ist er leitender Arzt des Department für Rhythmologie an der Asklepios Klinik Altona in Hamburg.
Heeger ist Kardiologe, Rhythmologe, Elektrophysiologe und spezialisiert auf die Behandlung von Herzrhythmusstörungen, insbesondere von Vorhofflimmern und ventrikulären Tachykardien. Er hat zahlreiche Publikationen auf dem Gebiet der invasiven Elektrophysiologie verfasst und die Methode der Katheterablation von Vorhofflimmern erforscht und weiterentwickelt. Zu seinen Fachartikeln gehören Publikationen u. a. in den Zeitschriften Circulation und European Heart Journal.
2025 wurden mit Heeger als Co-Autor neue europäische Leitlinien (European Cardiac Arrhythmias Society) zur katheterbasierten Therapie von Vorhofflimmern veröffentlicht.
Heeger ist seit 2023 Mitglied des Nukleus der AG Elektrophysiologie und Rhythmologie (AGEP) der Deutschen Gesellschaft für Kardiologie. Seit 2024 ist er auch Mitglied des Scientific Initiative Committee der Europäischen Gesellschaft für Rhythmologie (EHRA).
Heeger hat zwei Brüder, Nicolas Heeger (* 1986) und den Musikproduzenten und Komponisten Simon Heeger (* 1983).

## Auszeichnungen
Heeger wurde mit verschiedenen medizinischen Preisen ausgezeichnet, darunter:
- Eric N. Prystowsky Fellow Clinical Research Award der Heart Rhythm Society (2017)[11]
- Best Oral Abstracts der European Cardiac Arrhythmia Society (2018): erster Preis[11][12]
- Best graded Abstract Award der European Heart Rhythm Association (2019)[11][13]

## Publikationen (Auswahl)
Die Publikations- und Zitationsdatenbank Web of Science führt Heeger als Haupt- oder Mitautor von 140 Fachartikeln mit einem h-Index von 21 (Stand: Dezember 2023).

### Fachartikel (Auswahl)
- Christian‐Hendrik Heeger, Erik Wißner, Shibu Mathew, Sebastian Deiß, Christine Lemeš, Andreas Rillig, Peter Wohlmuth, Bruno Reißmann, Roland Richard Tilz, Feifan Ouyang, Karl‐Heinz Kück, Andreas Metzner: Once Isolated, Always Isolated? In: Circulation: Arrhythmia and Electrophysiology. Band 8, Nr. 5, 2015, S. 1088–1094, doi:10.1161/circep.115.003007.
- Christian‐H. Heeger, Erik Wißner, Milena Knöll, B. Knoop, Bruno Reißmann, Shibu Mathew, Christian Sohns, Christine Lemeš, Tilman Maurer, Francesco Santoro, Johannes Riedl, Osamu Inaba, Thomas Fink, Laura Rottner, Peter Wohlmuth, Britta Goldmann, Feifan Ouyang, Karl‐Heinz Kuck, Andreas Metzner: Three-Year Clinical Outcome After 2nd-Generation Cryoballoon-Based Pulmonary Vein Isolation for the Treatment of Paroxysmal and Persistent Atrial Fibrillation ― A 2-Center Experience ―. In: Circulation journal. Band 81, Nr. 7, 2017, S. 974–980, doi:10.1253/circj.CJ-16-1334.
- Christian‐H. Heeger, Erik Wißner, Peter Wohlmuth, Shibu Mathew, Kentarō Hayashi, Christian Sohns, Bruno Reißmann, Christine Lemeš, Tilman Maurer, Ardan M. Saguner, Francesco Santoro, Johannes Riedl, Feifan Ouyang, Karl‐Heinz Kück, Andreas Metzner: Bonus-freeze: benefit or risk? Two-year outcome and procedural comparison of a “bonus-freeze” and “no bonus-freeze” protocol using the second-generation cryoballoon for pulmonary vein isolation. In: Clinical Research in Cardiology. Band 105, Nr. 9, 2016, S. 774–782, doi:10.1007/s00392-016-0987-8.
- Christian Heeger, Verena Tscholl, Erik Wißner, Thomas Fink, Laura Rottner, Peter Wohlmuth, Barbara Bellmann, Mattias Roser, Shibu Mathew, Christian Sohns, Bruno Reißmann, Christine Lemeš, Tilman Maurer, Francesco Santoro, Johannes Riedl, Britta Goldmann, Ulf Landmesser, Feifan Ouyang, Karl Heinz Kuck, Andreas Rillig, Andreas Metzner: Acute efficacy, safety, and long-term clinical outcomes using the second-generation cryoballoon for pulmonary vein isolation in patients with a left common pulmonary vein: A multicenter study. In: Heart Rhythm. Band 14, Nr. 8, 2017, S. 1111–1118, doi:10.1016/j.hrthm.2017.05.003.
- Christian‐Hendrik Heeger, Andreas Rillig, D Geisler, Peter Wohlmuth, Thomas Fink, Shibu Mathew, Roland Richard Tilz, Bruno Reißmann, Christine Lemeš, Tilman Maurer, Francesco Santoro, Osamu Inaba, Christian Sohns, Yinhao Huang, Hannes Alessandrini, Inge Dotz, Michael Schlüter, Andreas Metzner, Karl‐Heinz Kuck, Feifan Ouyang: Left Atrial Appendage Isolation in Patients Not Responding to Pulmonary Vein Isolation. In: Circulation. Band 139, Nr. 5, 2019, S. 712–715, doi:10.1161/circulationaha.118.037451.